# Svenska mästerskapet i roller derby 2018
Svenska mästerskapet i roller derby 2018 var en turnering i roller derby som avgjordes under SM-veckan i Helsingborg, under perioden 7–8 juli 2018. Detta var den sjätte turneringen av SM i roller derby, arrangerat av Svenska Skridskoförbundet och Helsingborg Roller Derby.
Fyra ligor deltog i spel, med Crime City Rollers från Malmö som slutvinnare efter att ha besegrat Stockholm Roller Derby med slutsiffrorna 221–94. Totalt spelades 4 bouts med 1 040 gjorda poäng. Samtliga bouts spelades på Idrottens Hus i Helsingborg.

## Kvalspel
De fyra bäst placerade lagen i Elitserien i roller derby 2017/2018 blev kvalificerade till mästerskapet. Från Elitserien blev Crime City Rollers, Norrköping Roller Derby, Stockholm Roller Derby och Luleå Roller Derby kvalificerade. Gothenburg Roller Derby och Dock City Rollers slutade på femte- respektive sjätteplats i Elitserien och fick ej delta i mästerskapet.

## Spelartrupper
| Crime City Rollers | Crime City Rollers   |
| ------------------ | -------------------- |
| Nr                 | Namn                 |
| 1                  | Below Me             |
| 5                  | Hey Mickey!          |
| 9                  | Kix                  |
| 17                 | Ebba Metz            |
| 26                 | Velvet Crush         |
| 0030               | Die Mauer            |
| 33                 | Filthy Rich          |
| 79                 | Goldieblocks         |
| 100                | Curly Håår           |
| 116                | Chin Chin            |
| 304                | Naggan               |
| 610                | Sexual Her Ass-Meant |
| 858                | Misse Tenman         |
| 999                | Pussy Power          |
| Coach              | Arga Koriseva        |
| Coach              | Hellda               |
| Lineup             | Spinosaurus          |

| Luleå Roller Derby | Luleå Roller Derby |
| ------------------ | ------------------ |
| Nr                 | Namn               |
| 3                  | Petra Pak          |
| 9                  | Tessmanian D       |
| 19                 | Gaby Granade       |
| 23                 | Luci SlayHer       |
| 43                 | AdrenElin          |
| 48                 | Ruby Disaster      |
| 64                 | Joy Destroyer      |
| 82                 | Rolling Riot       |
| 96                 | Obskyria           |
| 126                | Drakela            |
| 627                | Juni Jinx          |
| 1010               | Louice Jönsson     |
| Coach              | C Bonebreaker      |
| Lineup             | Lejd Lakej         |

| Norrköping Roller Derby | Norrköping Roller Derby |
| ----------------------- | ----------------------- |
| Nr                      | Namn                    |
| 0                       | The Thing               |
| 1                       | Rage Extreme            |
| 9                       | Mama                    |
| 14                      | The Shotinator          |
| 18                      | Blocktopussy            |
| 21                      | Lady Zissou             |
| 30                      | Racoon Riot             |
| 33                      | Becky Blackout          |
| 40                      | Molotova                |
| 57                      | Carrosell               |
| 212                     | Queen Jezebel           |
| 253                     | Tiny Terror             |
| 321                     | Egonia Knox             |
| 808                     | Foxy Fearless           |
| 1281                    | Camicaze                |
| 1897                    | Bombardier              |
| Coach                   | Papa                    |
| Coach                   | Lord Loldemort          |
| Coach                   | Quadditch               |
| Lineup                  | Herr Nilsson            |

| Stockholm Roller Derby | Stockholm Roller Derby |
| ---------------------- | ---------------------- |
| Nr                     | Namn                   |
| 013                    | Maya Mayhem            |
| 2                      | Tornado                |
| 7                      | Chicken Stone          |
| 09                     | Ingeborgsdotter        |
| 10                     | Rainbow Spite          |
| 48                     | Lights Out Lola        |
| 69                     | Smack kerouWhack       |
| 99                     | Perky Pinup            |
| 104                    | Alpha Whisky           |
| 162                    | Jackalope              |
| 221                    | She-Lock Holmes        |
| 269                    | Sticky Moe             |
| 0564                   | Nicki Tap-her          |
| 715                    | Red E. Krueger         |
| 23                     | Bunz of Steel          |
| 404                    | Party-o                |
| Coach                  | Ex Machina             |
| Lineup                 | Smashed Not Strrd      |

## Resultat

### Semifinaler
| 1           | 7 juli 2018 | Crime City Rollers | 449 – 22 | Luleå Roller Derby | Idrottens Hus        |                      |
| 15:30 UTC+2 | 15:30 UTC+2 |                    | (–)      |                    | Helsingborg, Sverige | Helsingborg, Sverige |
| 15:30 UTC+2 | 15:30 UTC+2 |                    |          |                    | Helsingborg, Sverige | Helsingborg, Sverige |
| 15:30 UTC+2 | 15:30 UTC+2 |                    |          |                    | Helsingborg, Sverige | Helsingborg, Sverige |

| 2           | 7 juli 2018 | Norrköping Roller Derby | 102 – 152 | Stockholm Roller Derby | Idrottens Hus        |                      |
| 18:00 UTC+2 | 18:00 UTC+2 |                         | (66 – 63) |                        | Helsingborg, Sverige | Helsingborg, Sverige |
| 18:00 UTC+2 | 18:00 UTC+2 |                         |           |                        | Helsingborg, Sverige | Helsingborg, Sverige |
| 18:00 UTC+2 | 18:00 UTC+2 |                         |           |                        | Helsingborg, Sverige | Helsingborg, Sverige |

### Match om tredjepris
| 3           | 8 juli 2018 | Norrköping Roller Derby | 189 – 146 | Luleå Roller Derby | Idrottens Hus        |                      |
| 14:30 UTC+2 | 14:30 UTC+2 |                         | (–)       |                    | Helsingborg, Sverige | Helsingborg, Sverige |
| 14:30 UTC+2 | 14:30 UTC+2 |                         |           |                    | Helsingborg, Sverige | Helsingborg, Sverige |
| 14:30 UTC+2 | 14:30 UTC+2 |                         |           |                    | Helsingborg, Sverige | Helsingborg, Sverige |

### Final
| 4           | 8 juli 2018 | Crime City Rollers | 221 – 94  | Stockholm Roller Derby | Idrottens Hus        |                      |
| 17:15 UTC+2 | 17:15 UTC+2 |                    | (97 – 44) |                        | Helsingborg, Sverige | Helsingborg, Sverige |
| 17:15 UTC+2 | 17:15 UTC+2 |                    |           |                        | Helsingborg, Sverige | Helsingborg, Sverige |
| 17:15 UTC+2 | 17:15 UTC+2 |                    |           |                        | Helsingborg, Sverige | Helsingborg, Sverige |